# Ek, Vallby

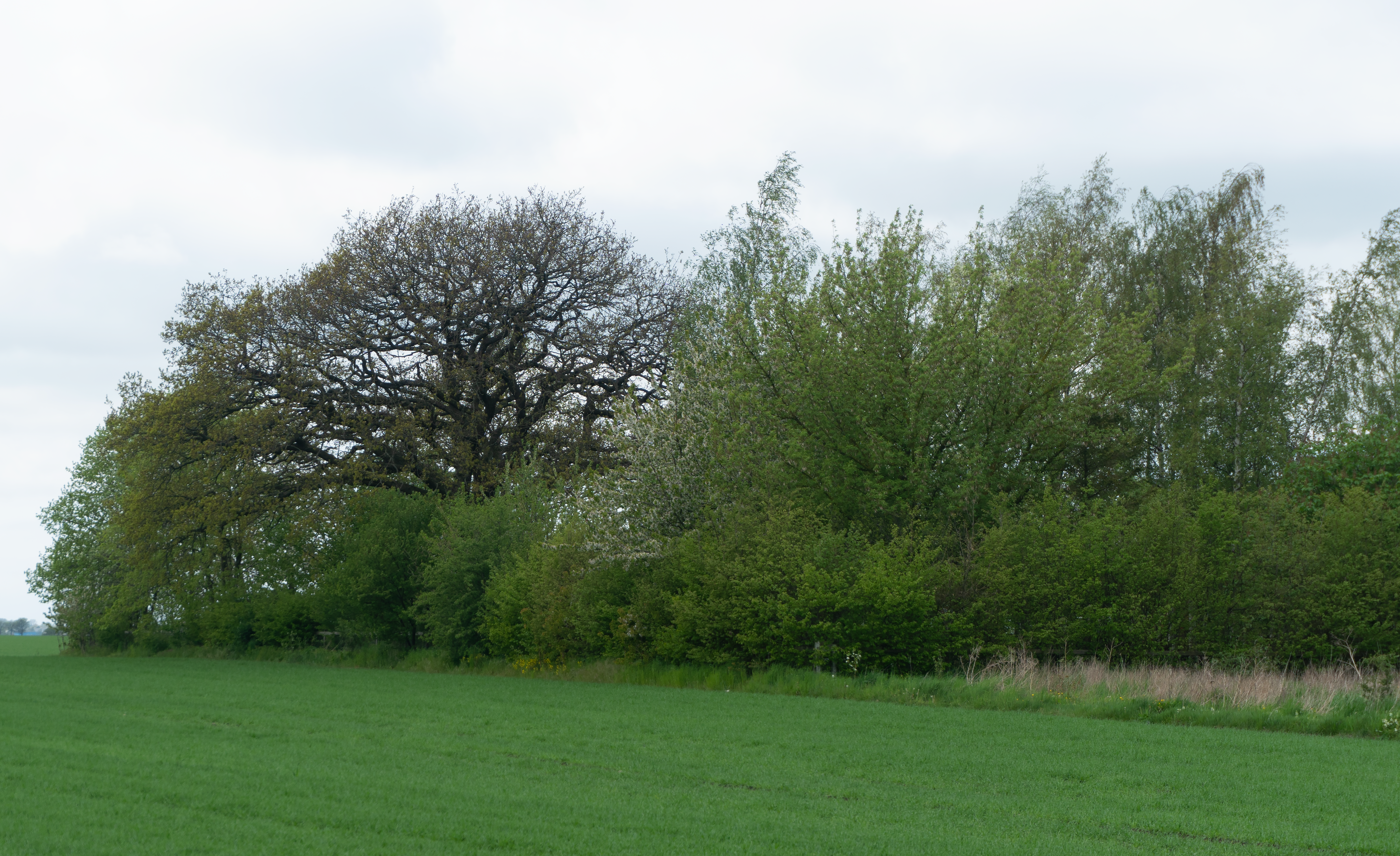
Eken i Vallby (till vänster).

Eken i Vallby (Ek, Vallby) är ett naturminne utanför Vallby i Staffanstorps kommun. Den står i en trädgård på gränsen till åkermark och sägs ha planterats 1832. Eken, som fridlystes 1968, är en så kallad "Sparbanksek" med stor krona. Den är markerad med en skylt och vårdas av markägaren.
Vid en mätning år 1982 hade trädet  en omkrets på 2,7 meter i brösthöjd och år 2004 hade omkretsen ökat till 3,1 meter. Området runt eken bör rensas från buskar så att den framstår som en solitär.